# Thalatha melanophrica
Thalatha melanophrica är en fjärilsart som beskrevs av Turner 1922. Thalatha melanophrica ingår i släktet Thalatha och familjen nattflyn. Inga underarter finns listade i Catalogue of Life.